# غونزالو رودريغيز (لاعب كرة قدم)
غونزالو رودريغيز (بالإسبانية: Gonzalo Emanuel Rodríguez)‏ (18 سبتمبر 1990 في السلفادور - ) هو لاعب كرة قدم أرجنتيني في مركز الهجوم.

## وصلات خارجية
- غونزالو رودريغيز (لاعب كرة قدم) على موقع قاعدة بيانات كرة القدم.إي يو (الإنجليزية)
- غونزالو رودريغيز (لاعب كرة قدم) على موقع Soccerway.com (الإنجليزية)